# Büyükerikli, Uğurludağ
Büyükerikli là một xã thuộc huyện Uğurludağ, tỉnh Çorum, Thổ Nhĩ Kỳ. Dân số thời điểm năm 2010 là 46 người.